# Trachelophanes puberulus
Trachelophanes puberulus is een keversoort uit de familie boktorren (Cerambycidae). De wetenschappelijke naam van de soort is voor het eerst geldig gepubliceerd in 1855 door Chevrolat.